# Tokinski Stanovik
De Tokinski Stanovik (Russisch: Токинский Становик) is een bergrug in het oostelijk deel van het Stanovojgebergte met een lengte van ongeveer 200 kilometer en een maximumhoogte van 2412 meter. Op de noordelijke hellingen liggen de bronnen van een aantal rivieren uit het stroomgebied van de Oetsjoer, zoals de Alama, Moelam en Tyrkan en de bronnen van het Bolsjoje Tokomeer, waarvan de naam is afgeleid.